# Lockheed P-2 Neptune
Le Lockheed P-2 Neptune (P2V Neptune avant 1962) est un avion de patrouille maritime et de lutte anti-sous-marine américain. Il fut utilisé par l'United States Navy entre 1947 et 1978 où il remplaça le PV-1 Ventura et le PV-2 Harpoon. Il fut lui-même remplacé par le Lockheed P-3 Orion.

## Conception
Le développement du Neptune débuta au début de la Seconde Guerre mondiale, mais contrairement aux autres appareils en développement à cette époque, sa priorité était considérée comme faible. Ainsi ce n'est qu'en 1944 que le programme prit son essor. Le point le plus important lors de la conception de l'appareil était la facilité de construction et de maintenance, point qui fit le succès et la longévité du P2V à travers le monde.
Le premier appareil prit l'air pour la première fois le 17 mai 1945. La production en série débuta en 1946 et il fut mis en service au sein de l'US Navy en 1947. 

## Engagement

### Nouvelle-Guinée occidentale
Le 15 janvier 1962, des P-2 de l'Aéronautique navale néerlandaise participent à la bataille de la mer d'Arafura contre des patrouilleurs de la marine indonésienne.

### Guerre du Viêt Nam
Pendant la guerre du Viêt Nam, le P-2 Neptune fut utilisé comme gunship et comme avion de patrouille maritime. Certains appareils ont aussi été utilisés par l'US Army au sein du 1st Radio Research Company basé dans la base de Cam Ranh.

### Guerre des Malouines
La marine argentine avait reçu 16 appareils en différentes variantes depuis 1958 dont 8 issus de la Royal Air Force. Ils étaient utilisés par l'Escuadrilla Aeronaval de Exploración en français : « Escadrille navale d'exploration ». Ils furent intensivement utilisés en 1978 pendant le conflit du Beagle avec le Chili.
Durant la guerre des Malouines, en 1982, les deux derniers appareils en service (immatriculés 2-P-111 et 2-P-112) jouèrent un rôle clef de reconnaissance et d'aide aux Dassault Super Étendard, notamment le 4 mai lors de l'attaque contre le HMS Sheffield. Le manque de pièces de rechange, dû à l'embargo sur les armes imposé par les États-Unis en 1977 lors de la guerre sale, conduisit à les retirer du service avant la fin de la guerre. Les Lockheed C-130 Hercules de l'armée de l'air argentine reprirent alors les missions qui étaient dévolues aux Neptune, consistant à rechercher des cibles pour les avions d'attaque.
En 1983, l'unité fut reformée avec des Lockheed L-188 Electra modifiés pour la surveillance maritime et 1994 ceux-ci furent à leur tour remplacés par des P-3B Orion.

### Autres utilisateurs militaires
La Royal Air Force en reçoit à partir du 13 janvier 1952.
En Australie et aux Pays-Bas, les P-2 furent remplacés par les plus grands et plus performants P-3 Orion. Dès les années 1970 ils ne servirent plus dans l'US Navy qu'au sein des unités de réserve (US Naval Reserve). Au Canada, leurs missions furent reprises par des CP-108 argus puis par des CP-140 Aurora. L'US Naval Reserve abandonna ses derniers Neptune en 1978 au profit des P-3. Au cours des années 1980, ils furent peu à peu remplacés au sein des marines des autres nations par des appareils plus récents et plus modernes.
Au Japon, le Neptune fut construit sous licence par Kawasaki pour la force maritime d'autodéfense japonaise à partir de 1966 sous la dénomination P-2J et resta en service, dans sa version IHI-J3 à turbopropulseurs, jusqu'en 1996. Le 2 avril 1976, près de l'île de Sakhaline, un de ces avions ayant par inadvertance pénétré de quelques kilomètres l'espace aérien soviétique fut intercepté par un Soukhoï Su-15 de la Voyska PVO qui lui tira deux missiles air-air. Les deux ont manqué leur cible, et l'avion japonais n'a pas été endommagé.
En France, l'Aéronautique navale a utilisé des P2V6, qui ont été remplacés par des Br 1150 Atlantic et des P2V-7. Les P2V-7 ont fini leur longue carrière en 1984 en Polynésie française, au sein de l'escadrille 12S.

### Lutte contre les feux de forêt

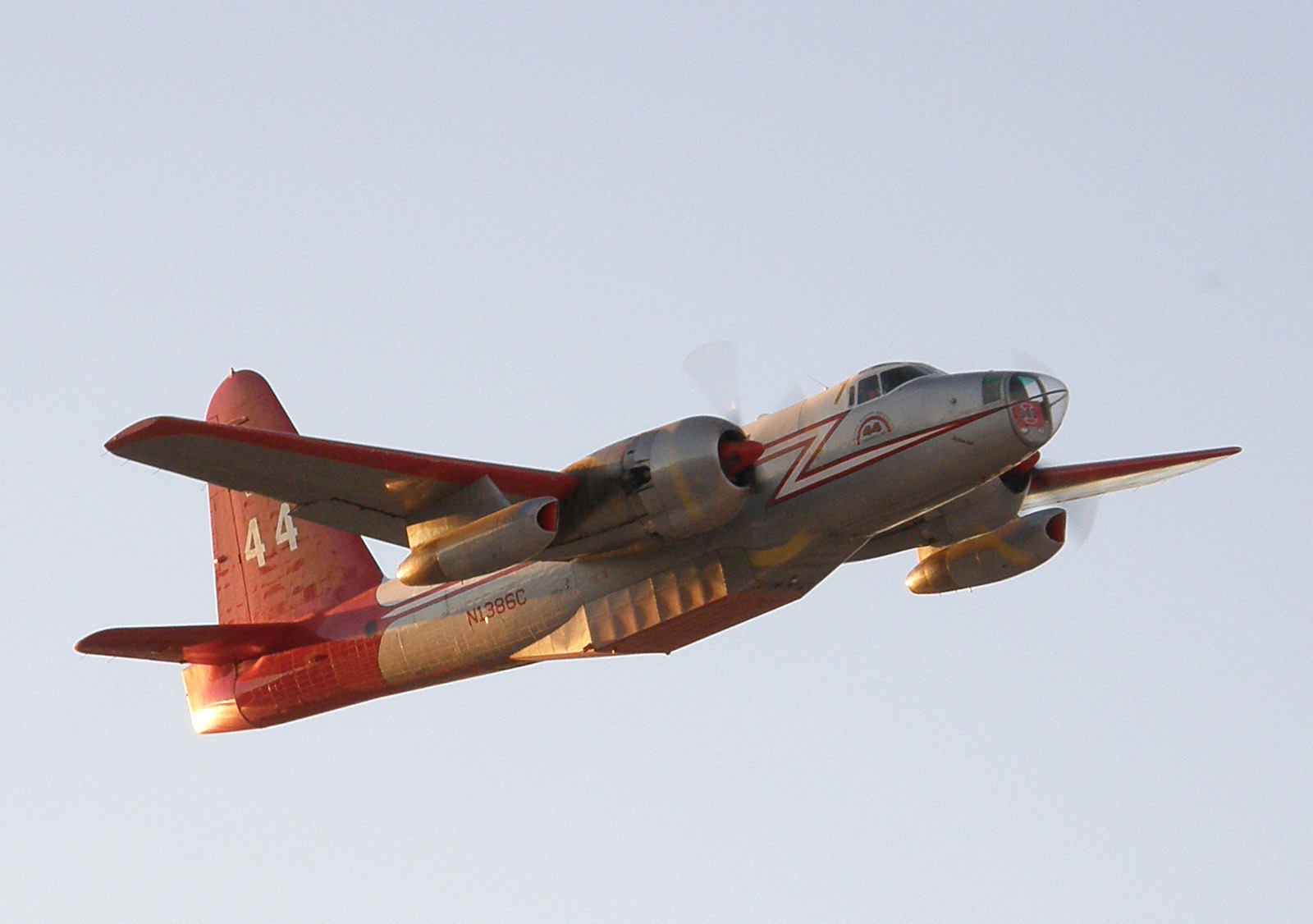
Un P-2 bombardier d'eau en vol en 2007.

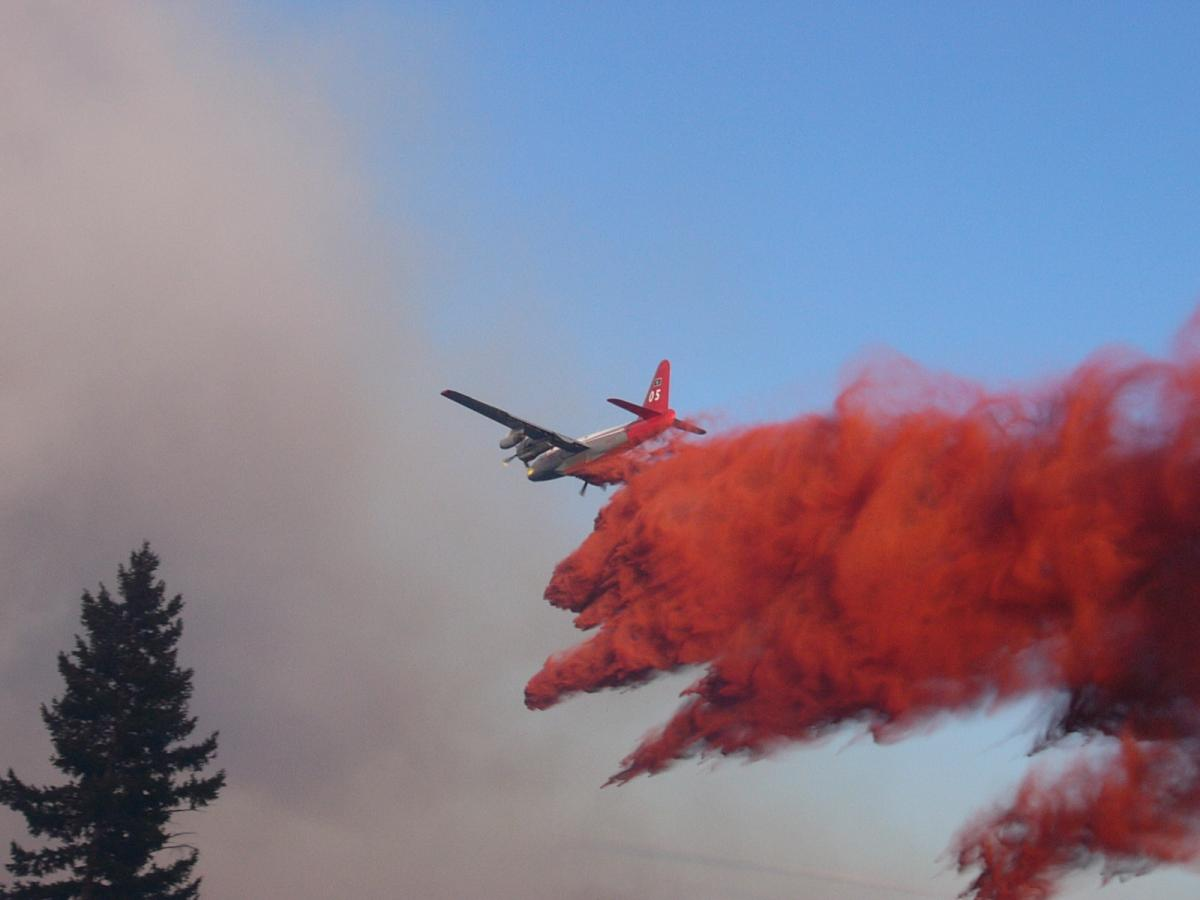
Un P-2V de Neptune Aviation larguant du retardant

Les P-2 et P-2V sont actuellement employés en Amérique du Nord, dans un rôle de lutte contre les incendies par différents opérateurs dont Aero Union et Neptune Aviation Service. Ils peuvent transporter 2 400 gallons de retardant. Leur temps de vol est en moyenne de 15 000 h. Neptune envisage de les remplacer par des DHC-8 Q200 et Q300 qui ont une durée de vie estimée de 80 000 h.

### «Truculent Turtle»

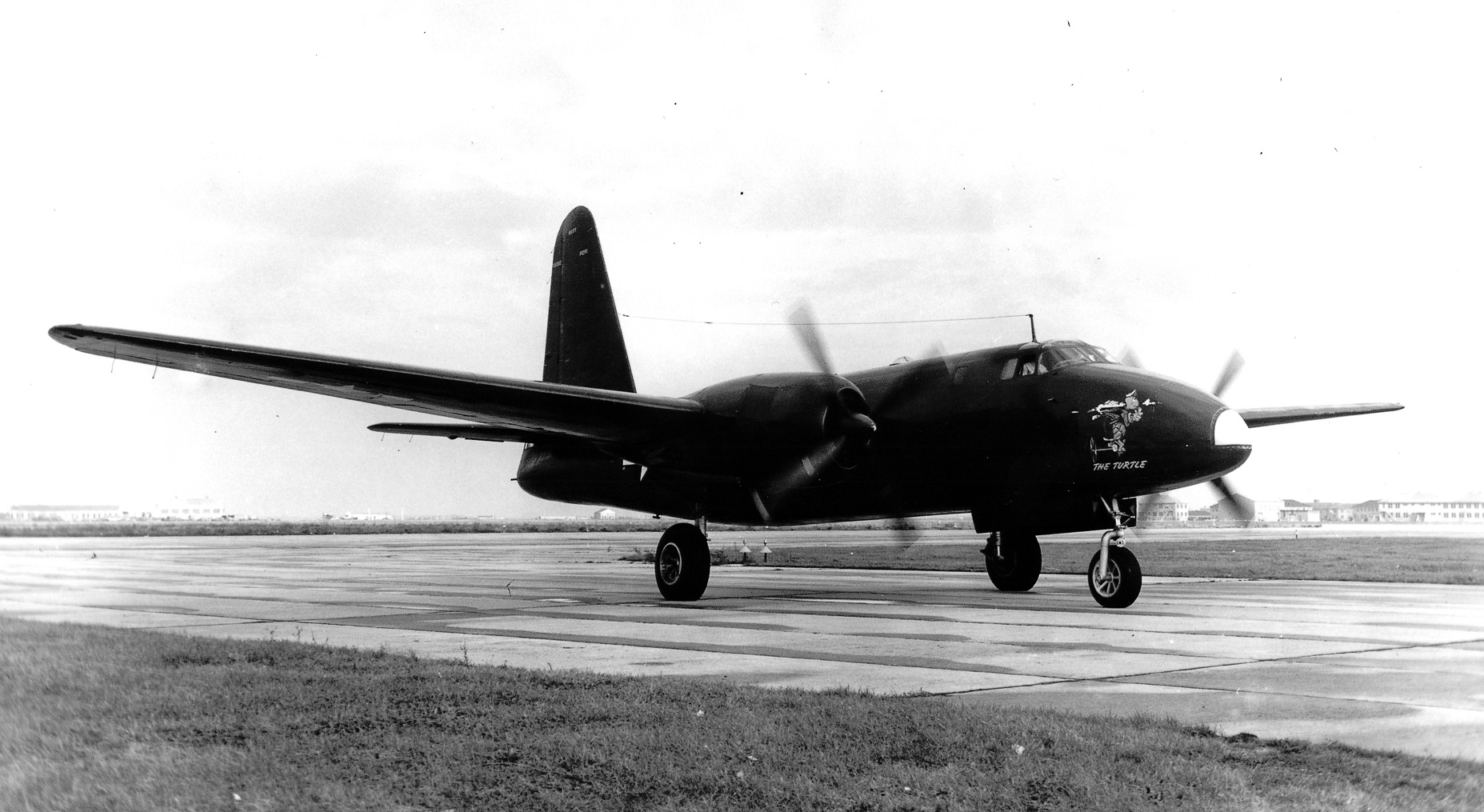
Le P2V-1 « Turtle » au roulage en 1946.

Le troisième P2V-1 de série fut choisi pour établir un record, officiellement pour tester l'endurance de l'équipage et la navigation sur de longues distances, mais aussi à des fins publicitaires, pour démontrer les capacités du dernier appareil de patrouille maritime acquis par la marine américaine. Dans ce but, des réservoirs supplémentaires furent installés sur l'appareil partout où cela était possible. Avec le temps, l'appareil fut surnommé « Truculent Turtle », mais en réalité son vrai nom était « The Turtle » (à cause de la tortue peinte sur son nez). L'équipage était composé de 4 hommes et d'un kangourou gris âgé de neuf mois donné par l'Australie au zoo de Washington.
Le Turtle décolla le 9 septembre 1946 de Perth (Australie-Occidentale) pour les États-Unis, aidé de fusées JATO. Il se posa deux jours et demi plus tard à Columbus (Ohio) après avoir parcouru 18 083,6 km. Il établissait ainsi un nouveau record de distance sans escale, battant de 6 400 km celui établi par un Boeing B-29 Superfortress de l'US Air Force. Ce record fut battu par un Boeing B-52 Stratofortress (à réaction) en 1962.
Le record du monde de distance sans escale sur avion à moteur à piston, pour sa part, ne fut battu qu'en 1986, lors du tour du monde du Rutan Voyager piloté par Dick Rutan et Jeana Yeager.

## Description
C'était le premier appareil en service opérationnel motorisé à la fois avec des moteurs à piston et des turboréacteurs. Il fit partie avec le Convair B-36 Peacemaker, le Fairchild C-123 Provider, l'Avro Shackleton et certains Boeing C-97 Stratofreighter, des rares appareil possédant une telle configuration.

## Variantes
Lockheed a produit sept variantes principales du P2V et la firme japonaise Kawasaki a construit une version turbopropulsée baptisée P-2J.
Nota : la désignation après 1962 est notée entre parenthèses.
- XP2V-1 : prototype, 1 exemplaire.
- P2V-1 : premiers modèles de série, 15 exemplaires.
- P2V-2 : seconds modèles de série, 81 exemplaires.
- P2V-2N « Polar Bear » : version modifiée du Neptune équipée de skis pour l'atterrissage et d'un détecteur d'anomalie magnétique, 1 exemplaire.
- P2V-3 : version dotée d'une motorisation améliorée, 83 exemplaires.
- P2V-3C : version basée sur porte-avions, 11 exemplaires.
- P2V-3B : P2V-3, P2V-3C et P2V-3W convertis et équipés d'un système de bombardement à basse altitude par radar, 16 appareils convertis.
- P2V-3W : version d'alerte aérienne avancée (AEW) équipé d'un radar APS-20, 30 exemplaires.
- P2V-3Z : version de transport de VIP au combat, 2 exemplaires.
- P2V-4 (P-2D) : version dotée d'une motorisation améliorée et d'une plus grande capacité en carburant, 52 exemplaires.
- P2V-5 (P-2E) : version dont le nez est remplacé par une tourelle, équipée des radars de recherche APS-20 et APS-8, de réservoirs à l'extrémité des ailes. Les derniers exemplaires furent dépourvus de tourelles de nez et de queue et reçurent un détecteur d'anomalie magnétique, 424 exemplaires.
- P2V-5F : P2V-5 motorisé par des turboréacteurs J-34, dépourvue de points d'attache pour roquettes sous les ailes et voyant sa charge de bombes augmentée.
- AP-2E : désignation du P2V-5F équipé d'équipements SIGINT et ELINT, utilisés par la 1st Radio Research Company de l'US Army basée à Cam Ranh Bay.
- P2V-5FD (DP-2E) : P2V-5F avec des capacités de remorquage de cible ou de lancement de drones, tout son armement lui a été supprimé.
- P2V-5FE (EP-2E) : P2V-5F doté d'équipements électroniques supplémentaires.
- P2V-5FS (SP-2E) : P2V-5F doté du système de lutte anti-sous-marine Julie-Jezebel.
- OP-2E : version modifiée pour être utilisée dans le cadre de l'opération Igloo White au sein de la VO-67, 12 appareils convertis.
- P2V-6 (P-2F) : version à motorisation améliorée (moteur à pistons Wright 3350-32WA) initialement équipée de tourelles de nez, dorsale et de queue qui furent remplacées pour la mission anti-sous-marine par un poste d'observation vitré à l'avant, un astrodome pour usage du sextant et un détecteur d'anomalie magnétique (MAD) en queue. Cette version était dotée d'une soute permettant l'emport de charges militaires diverses (torpilles, grenades ASM, mines), d'un radar de recherche APS-15 et d'un équipement de lutte anti-sous-marine. 83 exemplaires.
- P2V-6B : version capable d'utiliser le missile AUM-N-2 Petrel.
- P2V-6M (MP-2F) : anciennement P2V-6B, 16 exemplaires[2].
- P2V-6F (P-2G) : P2V-6/P-2F rééquipés avec des turboréacteurs J-34.
- P2V-6T (TP-2F) : version d'entraînement dépourvue d'armement et de réservoir en bout d'ailes.
- P2V-7 (P-2H) : dernière variante du Neptune, amélioration du P2V-6, dotée d'un moteur à pistons Wright 3350-32WA et de réacteurs J-57, de réservoirs en bout d'ailes à faible trainée, d'une verrière de cockpit à meilleure visibilité, d'un radar de recherche AN/APS-20E, d'un équipement de lutte anti-sous-marine (tactiques Julie et Jezébel) et d'écoute électronique. 311 exemplaires.
- P2V-7LP (LP-2J) : version équipée de skis et de fusées JATO, 4 exemplaires.
- P2V-7S (SP-2H) : version recevant de nouveaux équipements de lutte anti-sous-marine, dont le système Julie-Jezebel, et de contre-mesures électroniques.
- P2V-7U : désignation navalisée de la variante RB-69A.
- AP-2H : version gunship pour la VAH-21, 4 appareils convertis.
- RB-69A : version de reconnaissance, équipée d'un radar à visée latérale (SLAR), 5 exemplaires construits et 2 convertis. Ils furent utilisés par la CIA sous les couleurs de l'USAF, les deux opérant en Europe furent retirés du service en 1961 et les 5 opérant en Asie furent perdus (1 s'écrasa et les 4 autres furent abattus par la république populaire de Chine).
- Neptune MR.1 : désignation britannique du P2V-5, 52 appareils livrés.
- CP-122 Neptune : désignation canadienne du P2V-7.
- P2V-Kai (P-2J) : variante japonaise produite par Kawasaki équipée de turbopropulseurs T64 et de turboréacteurs J-34 produite sous licence sous la désignation IHI-J3, de système de lutte anti-sous-marine et de contre-mesures électroniques améliorées, d'un radar de recherche APS-80, de capacité en carburant améliorée et d'autres améliorations. Le surnom « Kai » est un diminutif de « Kaizo » qui signifie « modifié ». 82 exemplaires.

## Utilisateurs
Utilisateurs militaire
- Argentine
  - Armada de la República Argentina (marine argentine)
    - Escuadrilla Aeronaval de Exploracion
- Australie
  - Royal Australian Air Force
    - No. 10 Squadron RAAF
    - No. 11 Squadron RAAF
- Brésil
- Canada
  - Royal Canadian Air Force
    - No. 404 Squadron RCAF
    - No. 405 Squadron RCAF
    - No. 407 Squadron RCAF
- Chili
- États-Unis
  - United States Navy
  - Central Intelligence Agency : utilisa 7 RB-69A sous les couleurs de l'US Air force
- France
  - Aéronautique navale
    - Flottille 21F
    - Flottille 22F
    - Flottille 24F[3]
    - Flottille 25F
    - Escadrille 9S
    - Escadrille 12S
- Japon
  - Force maritime d'autodéfense japonaise
- Pays-Bas
  - Aéronautique navale néerlandaise
- Portugal
- Royaume-Uni
  - Royal Air Force
    - No. 36 Squadron RAF
    - No. 203 Squadron RAF
    - No. 210 Squadron RAF
    - No. 217 Squadron RAF
- Taïwan
  - Force aérienne de la République de Chine
    - 34th Black Bats Squadron

Utilisateurs civils
- Aero Union (Compagnie de lutte anti-incendie)
- Minden Air (Compagnie de lutte anti-incendie)
- Neptune Aviation Services (Compagnie de lutte anti-incendie)

### Développement lié
- Kawasaki P-2J (en)

### Aéronefs comparables
- Avro Shackleton
- PB4Y Privateer
- P4M Mercator

### Ordre de désignation
PV-1 - P-2 - P-3